# Гобечия, Иван Павлович
Иван Павлович Гобечия (груз. ივანე პავლეს ძე გობეჩია, 1 января 1883 или 10 декабря 1881, Кутаис, Кавказская администрация — 30 сентября 1937 или 1 октября 1937) — грузинский юрист и политик, член Учредительного собрания Грузии (1919—1921).

## Биография
Окончил юридический факультет Петербургского университета.
В 1902 году вступил в Российскую партию социалистов-революционеров.
Неоднократно арестовывался и высылался в 1904—1909 годах. В 1910 году вернулся на родину и стал помощником судьи в Кутаиси.
В 1917 году Кутаисским гарнизоном был избран делегатом на I и II съезды Кавказской армии. 26 мая 1918 года подписал Декларацию независимости Грузии.
В 1921 году, после советизации Грузии, он остался в стране и вместе с другими партийными лидерами пытался достичь компромисса с советским режимом.
10 мая 1922 года был арестован грузинской ЧК вместе с другими лидерами и членами социал-революционной партии по обвинению в контрреволюционной деятельности. Однако как «неактивный элемент» он был освобождён из-под стражи 20 июля 1922 года. В последующие годы жил и работал адвокатом в Тбилиси; Был членом коллегии адвокатов. В 1930-х годах — юрисконсульт финансового отдела Тбилисского совета.
17 июля 1937 года был арестован за членство в антисоветской контрреволюционной организации. Военная коллегия Верховного суда СССР вынесла приговор 30 сентября 1937 года. Расстрелян в ночь на 1 октября